# すももらじお
『すももらじお』は、インターネットラジオ配信サイトランティスウェブラジオとBEAT☆Net Radio!で2006年9月22日 - 2007年9月14日まで配信されていたインターネットラジオ番組である。主にテレビアニメ『すもももももも〜地上最強のヨメ〜』関連の情報を中心に放送。

## パーソナリティ
- 鹿野優以（九頭竜もも子役）
- 平野綾（中慈馬早苗役）#6・7・26・32は欠席
- 宮崎羽衣（巳屋本いろは役）

## 放送時間
ランティスウェブラジオ・BEAT☆Net Radio!で配信。
- 2006年9月22日 - 2007年6月29日（9月中はプレ放送）
毎週金曜日更新
- 2007年9月14日 SP（公開録音）

## コーナー
- 世界最弱の男 決定戦!!（#19 - ）
- 「ちょっと聞いてヨ！」おもいっきり生らじお
- 笑うとマケよ♥秘技対決 （鹿野優以の罰ゲーム執行に伴い終了）

## ゲスト
| 配信回 | ゲスト出演者 | 備考 |
| ------ | ------------ | ---- |
| 第3回  | MOSAIC.WAV   |      |
| 第7回  | YURIA        |      |
| 第8回  | 鈴木千尋     |      |
| 第9回  | 鈴木千尋     |      |
| 第13回 | とでぃー     |      |
| 第13回 | み〜こ       |      |
| 第22回 | 織姫よぞら   |      |
| 第32回 | 高橋広樹     |      |
| 第33回 | 高橋広樹     |      |
| SP     | 高橋広樹     |      |

## その他
基本的に下ネタは解禁だが度を越えると「最強○×計画」の冒頭がかかる。

## ラジオCD
すももらじお 銀鱈の乱～地上最強のヨメ対決勃発！～
出演：鹿野優以、平野綾、宮崎羽衣
2007年5月9日発売、Lantis（LACA-5634）